# Diego Anido
Diego Anido (Santiago de Compostel·la, 8 de maig de 1976) és un actor i autor de teatre gallec.

## Trajectòria
Resident a Barcelona des del 2004, ha participat en nombroses obres de teatre amb diverses companyies. També ha posat en escena les seves pròpies creacions. El 2018 a interpretar un dels papers principals a la pel·lícula de Xacio Baño Trote. Pel seu paper a Malencolía el 2021 va rebre el premi al millor actor secundari als 20a edició dels Premis Mestre Mateo. I el 2022 va participar en As Bestas de Rodrigo Sorogoyen.

## Obres

### Teatre
- Paperboy (2003)
- Cascuda (Centro Dramático Galego, 2008)
- O alemán (2008)
- Symon Pédícrí (2013)

## Actor

### Dansa contemporània
- ...de San Vito (Andrés Corchero)

### Llargmetratges
- Pedro e o capitán (2008), de Pablo Iglesias Rendo, 2008). Com Pedro.
- Setembro (2008), de Xosé Manuel Bazarra Maneiro "Sepi".
- Trote (2018), de Xacio Baño. Com Luis.
- Ons (2020), d'Alfonso Zarauza.
- Malencolía (2021), d'Alfonso Zarauza.
- As bestas (2022), de Rodrigo Sorogoyen, com Lorenzo.

### Televisió
- Pepe o inglés (2006).

### Curtmetratges
- Katiuska (Os corpos agrícolas) (Antón Coucheiro Filde, 2006).
- Sebastián (Alfonso Vilas Zarauza, 2001).
- Os días do caos (Xosé Manuel Bazarra Maneiro "Sepi", 2001).

## Premis i reconeixements
Premis Mestre Mateo
| Any  | Categoria              | Curtmetratge | Resultat  |
| ---- | ---------------------- | ------------ | --------- |
| 2021 | Millor actor secundari | Malencolía   | Guanyador |